# ثمان ساعات في اليوم
حركة الثمان الساعات يوميا أو حركة الثمان الساعات أسبوعيا والتي عرفت أيضا بحركة الوقت القصير. وهي عبارة عن مجموعة من الاحتجاجات العمالية المطالبة بتقليل ساعات العمل إلى ثمان ساعات يوميا. وتعود أسبابها إلى الثورة الصناعية في بريطانيا التي غيرت حياة الملايين في أوروبا وجعلتهم يعملون ل 10 إلى 16 ساعة يوميا ولست أيام بالاسبوع.

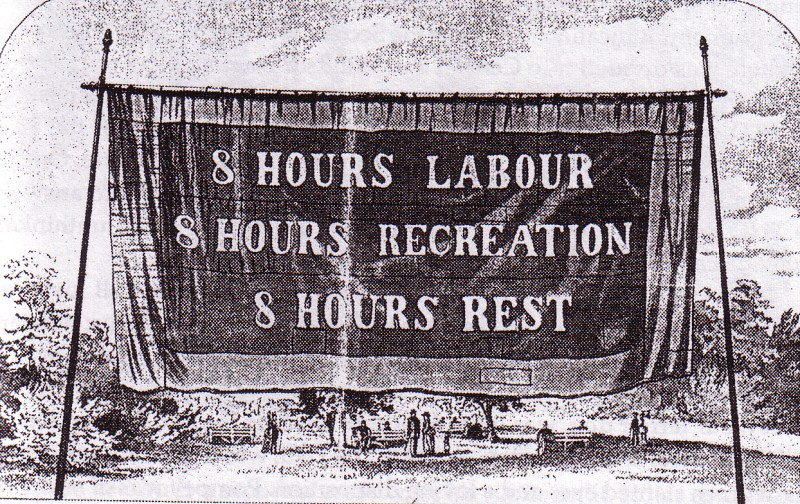
إعلان سياسي أسترالي من السنة 1856 مكتوب عليه الشعار «8 ساعات عمل، 8 ساعات تسلية، 8 ساعات نوم»

## تاريخ
في بدايات القرن التاسع عشر وفي اوج الثورة الصناعية تعرض العمال من الفئة الكادحة إلى اشد أنواع الاستغلال من قبل أصحاب الأملاك فكان العامل يعمل مدة بين ال 10 إلى 16 ساعة في كل يوم وكانت عمالة الأطفال موجودة وفي اغلب المؤسسات الصناعية لايوجد أي نوع من الرعاية الصحية أو الضمان للعاملين. وبسبب هذه الحالة البائسة بدات تظهر الكثير من الاحتجاجات العمالية لكنها كانت متفرقة وغير منظمة وكانت غالبا بدون نتيجة بسبب التفاف أصحاب رؤس المال على مطالب العمال فببعض الحالات اقترن قبول مطلب تقليل ساعات العمل بتقليل الراتب أو اقالة العمال وتشغيل غيرهم. وفي ظل رفض أصحاب الأموال والتحيز الحكومي كانت الحاجة ملحة لتوحيد مواقف العمال وهذه هي الفكرة الأساس لإنشاء النقابات والاتحادات في كل العالم. بالفعل بدات جميع الاتحادات العمالية بالتوحد على مبدا يوم عمل مدته ثمان ساعات وبدات هذه المطالب تنتشر بالمدن الأمريكية.